# Heinrich Goßler
Heinrich Goßler, nemški general, * 8. november 1881, † 9. september 1939.